# Calocarcelia amazonica
Calocarcelia amazonica är en tvåvingeart som först beskrevs av Townsend 1934.  Calocarcelia amazonica ingår i släktet Calocarcelia och familjen parasitflugor. Inga underarter finns listade.